# Die Maschine steht still
Die Maschine steht still (englisch: The Machine Stops) ist eine Science-Fiction-Kurzgeschichte (12.300 Wörter) von E. M. Forster. Nach der Erstveröffentlichung im The Oxford and Cambridge Review (November 1909) erschien sie 1928 in Forsters The Eternal Moment and Other Stories im Wiederdruck. 1965 zu einer der besten Novellen gewählt, wurde sie in die populäre Anthologie Modern Short Stories aufgenommen. 1973 wurde sie in The Science Fiction Hall of Fame, Volume Two aufgenommen.
Die Handlung spielt in einer Welt, in der die Menschheit unterirdisch lebt und auf eine gigantische Maschine zur Erfüllung ihrer Bedürfnisse angewiesen ist. Forster beschreibt darin 1909 technologische Entwicklungen wie das 80 Jahre später allgemein verfügbare Internet und Instant Messenger.

## Zusammenfassung
Die meisten Menschen sind nicht mehr in der Lage, auf der Oberfläche der Erde zu leben. Jedes Individuum lebt unterirdisch in Isolation in einem standardisierten Raum, der alle körperlichen und spirituellen Bedürfnisse durch die omnipotente, globale Maschine befriedigt. Reisen sind erlaubt, aber unpopulär und selten nötig. Kommuniziert wird durch einen Instant-Messaging-Video-Konferenz-Service, über den die Menschen ihre einzige Tätigkeit abwickeln: den Austausch (sharing) von Ideen und dem, was als Wissen (knowledge) gilt.
Die beiden Protagonisten, Vashti und ihr Sohn Kuno, leben an entgegengesetzten Enden der Welt. Vashti ist zufrieden mit ihrem Leben, das wie das der meisten Menschen darin besteht, endlos Ideen aus zweiter Hand zu entwickeln und zu diskutieren. Kuno hingegen ist ein Rebell und sinnesorientiert. Er überredet die zögernde Vashti, die mit unwillkommener persönlicher Interaktion verbundene Reise zu seinem Raum auf sich zu nehmen. Dort erzählt er ihr von seiner Ernüchterung mit der mechanisierten, keimfreien Welt.
Er beichtet einen nicht genehmigten Ausflug zur Oberfläche, wo er andere Menschen gesehen hat, die außerhalb des Einflusses der Maschine leben. Die Maschine, die in der Gestalt von Würmern erscheint, fängt ihn jedoch wieder ein und droht ihm „Heimatlosigkeit“ an, den Ausschluss aus der unterirdischen Umwelt, der als Tod gilt. Er findet jedoch Hoffnung darin, dass er beim Kampf mit den Würmern einen anderen von der Maschine unabhängigen Menschen antrifft:

“[...] because she came to my help when I called – because she, too, was entangled by the worms, and, luckier than I, was killed by one of them piercing her throat.”

„[...] weil sie mir zur Hilfe kam, als ich rief –  weil sie, ebenfalls von den Würmern umschlungen, glücklicher als ich getötet wurde, als einer der Würmer ihr den Hals durchbohrte.“

Vashti verwirft die Bedenken ihres Sohnes jedoch als gefährlichen Irrsinn und kehrt in ihren Teil der Welt zurück.
Während die Zeit vergeht und Vashti die Routine ihres Lebens lebt, kommt es zu zwei wichtigen Entwicklungen. Die Atemmasken, die Besuche der äußeren Welt ermöglichen, werden nicht mehr bereitgestellt. Die meisten begrüßen dies, weil sie skeptisch und ängstlich gegenüber Erfahrungen aus erster Hand und jenen sind, die diese Erfahrungen suchen.

“Learn instead what I think that Enicharmon thought Urizen thought Gutch thought Ho-Yung thought Chi-Bo-Sing thought Lafcadio Hearn thought Carlyle thought Mirabeau said about the French Revolution.”

„Erarbeitet euch stattdessen, was ich denke, was Enicharmon dachte, was Urizen dachte, was Gutch dachte, was HoYong dachte, was ChiBoSing dachte, was Lafcadio Hearn dachte, was Carlyle dachte, was Mirabeau über die Französische Revolution gesagt hat.“

Zum zweiten nimmt die Maschine einen göttlichen Status ein und wird verehrt. Die Menschen vergessen, dass die Maschine menschengemacht ist, und behandeln sie als mythische Entität, deren Bedürfnisse ihre eigenen verdrängen. Wer die Göttlichkeit der Maschine bestreitet, gilt als „unmaschinell“ und wird mit Heimatlosigkeit bedroht. Der Korrekturapparat, der die Maschine wartet, versagt, aber Besorgnis darüber wird von der Hand gewiesen, da die Maschine als omnipotent gilt.
Kuno wird in einen Raum in Vashtis Nähe verlegt und glaubt, dass die Maschine zu versagen beginnt. Kryptisch teilt er ihr mit: „Nicht mehr lange, und die MASCHINE steht still.“ Vashti lebt ihr Leben weiter, aber Defekte machen sich bemerkbar. Zunächst nehmen die Menschen den Verfall als Marotte der Maschine hin, der sie nun vollständig unterwürfig und dienstbar sind, doch die Verschlimmerung schreitet voran, da das Wissen um die Reparatur der Maschine verloren gegangen ist.
Am Ende kollabiert die Maschine apokalyptisch und reißt die Zivilisation mit sich. Kuno gelangt in Vashtis zerstörten Raum, und bevor sie hinscheiden, erkennen sie, dass die Verbindung des Menschen zum wirklichen Leben das ist, was wahrlich von Bedeutung ist. Nur die verbliebenen Oberflächen-Menschen können die Menschheit wiedererstehen lassen und eine Wiederholung des Irrtums der Maschine verhindern.

## Motive
Im Vorwort der Collected Short Stories (1947) schrieb Forster, dass diese Geschichte eine Reaktion auf H. G. Wells’ Die Zeitmaschine sei. Wells hatte die kindlichen Eloi griechischen Göttern gleich gezeichnet, die der Muße frönen, während die Morlocks unterirdisch schuften, um dieses idyllische Leben zu ermöglichen. Im Gegensatz zu Wells’ politischem Kommentar stellt Forster die Technik selbst als äußerste kontrollierende Instanz hin.

## Adaptationen
- Ein Fernsehspiel von Philip Saville wurde am 6. Oktober 1966 als Teil der britischen SF-Anthologie Out of the Unknown gezeigt.
- Die Bühnenadaption des Dramatikers Eric Coble aus dem Jahr 2004 wurde am 16. November 2007 auf WCPN 90.3 FM in Cleveland, Ohio ausgestrahlt.[4]
- BBC Radio 4 sendete Gregory Normintons Version im Jahr 2001 als Hörspiel.[5]
- Der NDR produzierte eine Hörspielbearbeitung von Felix Kubin, die am 23. Mai 2018 auf NDR Kultur urgesendet wurde.[6]
- TMS: The Machine Stops ist ein Comic von Michael Lent mit Bildern von Marc Rene, herausgegeben von Alterna Comics im Februar 2014.[7]
- Ein Schauspiel von Neil Duffield wurde von Mai bis Juni 2016 am York Theatre Royal aufgeführt[8] und ging 2017, um einen von John Foxx komponierten Soundtrack ergänzt, auf England-Tournee.[9]
- Das Magazin Mad, Ausgabe Oktober–November 1952, enthielt Blobs,[10][11][12] eine siebenseitige Geschichte, die von Wallace Wood gezeichnet wurde und in der zwei Bewohner des Jahres 1.000.000 AD die Geschichte der Menschheit und ihre Evolution zu Blobs, die vollständig von der Maschine abhängen, diskutieren. Der plötzliche Zusammenbruch der Maschine und die Folgen spiegeln perfekt die Geschichte aus dem Jahr 1909.

## Ausgaben
- Edward Morgan Forster: The Machine stops, WikiSource, englisch.
- Edward Morgan Forster: Die Maschine versagt. Übersetzung von Hermen von Kleeborn, Amandus-Edition, Wien 1947, DNB 573108730.
  - neue Übersetzung von Heinz Koblischke: Die Maschine bleibt stehen in Duell im 25. Jahrhundert: Geschichten von glücklichen Welten und kommenden Zeiten – Klassische Science-fiction-Geschichten, Das Neue Berlin, Berlin 1987, ISBN 3-360-00083-8.
  - neue Übersetzung von Philipp Schmoetten: Die Maschine, Letter Print, Wien 2015, ISBN 978-3-903117-03-7.
  - neue Übersetzung von Gregor Runge: Die Maschine steht still. Mit einem Klappentext von Jaron Lanier. Hoffmann und Campe, Hamburg 2016, ISBN 978-3-455-40571-2.

## Abgeleitete Werke
- Stephen Baxter: Glass Earth Inc., referenziert The Machine Stops und ist im Buch Phase Space enthalten.
- Das Lied The Machine Stops der Band Level 42 hat nicht nur den gleichen Titel, sondern spiegelt in seinen Versen auch Kunos Gedanken.
- Sowohl George Lucas’ Film THX 1138 (1971) als auch die Romanvorlage von Flucht ins 23. Jahrhundert (1976) von William F. Nolan und George Clayton Johnson enthalten viele Ähnlichkeiten zu dieser Geschichte.
- Die Space-Rock-Band Hawkwind veröffentlichte 2016 das Konzeptalbum The Machine Stops.